# Lee Dong-won
Lee Dong-won (kor. 이동원; * 7. November 1983) ist ein südkoreanischer Fußballspieler.

## Karriere
Lee Dong-won erlernte das Fußballspielen in den Schulmannschaften der Dongbuk School sowie in der Universitätsmannschaft der Universität Soongsil in Seoul. Seinen ersten Vertrag unterschrieb er 2005 bei den Chunnam Dragons. Der Verein aus Gwangyang spielte in der ersten Liga des Landes, der K League Classic. 2006 gewann er mit dem Klub den Korean FA Cup. Im Endspiel besiegten die Dragons die Suwon Samsung Bluewings mit 2:0. 2007 unterschrieb er einen Einjahresvertrag beim Ligakonkurrenten Incheon United in Incheon. Hier kam er einmal in der ersten Liga zum Einsatz. Daejeon Citizen, ein Verein aus Daejeon, der ebenfalls in der ersten Liga spielte, nahm ihn die Saison 2008 unter Vertrag. Nach 12 Erstligaspielen wechselte er 2009 zum Erstligisten Ulsan Hyundai. Mit dem Verein aus Ulsan spielte er 25-mal in der ersten Liga. Mitte 2011 verpflichtete ihn der Erstligist Busan IPark aus Busan. Anfang 2012 verließ er sein Heimatland und wechselte nach Thailand. Hier nahm ihn der Erstligaaufsteiger Chainat FC unter Vertrag. Mit dem Verein aus Chainat spielte er in der ersten thailändischen Liga, der Thai Premier League. Nach einem Jahr zog es ihn nach Indonesien, wo er sich Anfang 2013 dem Sriwijaya FC aus Palembang anschloss. Wo er seit 2014 spielt, ist unbekannt.

## Erfolge
Chunnam Dragons
- Korean FA Cup 2006